# 1986 v hudbě
Tento článek obsahuje události související s hudbou, které proběhly v roce 1986.

## Vzniklé skupiny
- The Beloved
- Waltari

## Události
- muzikál Fantom opery

## Narození
- 28. března – Lady GaGa, americká zpěvačka a skladatelka
- 2. července – Lindsay Lohan, americká herečka a popová zpěvačka
- 1. října – Martin Pohl alias Marty, známý především jako Řezník
- 26. listopadu – Aneta Langerová, česká zpěvačka

## Úmrtí
- 26. února – Karel Vlach, český dirigent a kapelník (* 8. října 1911)
- 30. března – Milan Munclinger, český flétnista, dirigent, skladatel, muzikolog a hudební publicista (* 3. července 1923)
- 27. září – Cliff Burton, americký baskytarista skupiny Metallica (* 1962)
- 17. listopadu – Laďka Kozderková, česká muzikálová zpěvačka a herečka (* 26. června 1949)
- 12. prosince – Rudolf Cortés, český herec a zpěvák (* 16. března 1921)
- 30. prosince – Jiří Jaroch, český hudební skladatel (* 23. září 1920)

## Alba
- domácí
  - 25 let Synkop: Výběr z let 1966–1974 – Synkopy
  - Every Time I Feel the Spirit – Spirituál kvintet
  - Flying Time – Synkopy & Oldřich Veselý
  - Náhlá loučení – Hana Zagorová
  - Ocelárna – Karel Kryl
  - Plní Energie – Citron
  - Skúsime to cez vesmír – Tublatanka
  - Sólo pro tvé oči – Helena Vondráčková
  - To vám byl dobrý rok – Karel Gott
  - Zimní království – Bronz
  - Zrcadla – Synkopy
  - Detektivka - Elán

- zahraniční
- A Kind Of Magic - Queen
- ABBA Live – ABBA
- Album – PIL
- Another View – The Velvet Underground
- August – Eric Clapton
- Back In The High Life – Steve Winwood
- Balance Of Power – Electric Light Orchestra
- Basil – Douchka
- Black Celebration – Depeche Mode
- Bloodline – Levert
- Blue – Double
- Brighter Than a Thousand Suns – Killing Joke
- Chilln' – Force MDs
- Cold Snap – Albert Collins
- Constrictor – Alice Cooper
- Control – Janet Jacksonová
- Crowded House – Crowded House
- Does Humor Belong in Music? – Frank Zappa
- Dog Eat Dog – Joni Mitchell
- Dirty Work – Rolling Stones
- The Compact King Crimson – King Crimson
- Electric Cafe – Kraftwerk
- The Final Countdown – Europe
- First Movement – ELO
- Pearls of Passion – Roxette
- Seventh Star – Black Sabbath
- Slippery When Wet – Bon Jovi
- Lifes Rich Pageant – R.E.M.
- Is What We Are – 2 Live Crew
- Rapture – Anita Baker
- Word Up! – Cameo
- R&B Skeletons in the Closet – George Clinton
- Parade – Prince and The Revolution
- Raising Hell – Run-DMC
- Mirrors – Sandra
- Not of This Earth – Joe Satriani
- Graceland – Paul Simon
- The Queen Is Dead – The Smiths
- Sands of Time – The S.O.S. Band
- Live 1975-1985 – Bruce Springsteen
- Bring on the Night – Sting
- Dreamtime – The Stranglers
- True Stories – Talking Heads
- Another Step – Kim Wilde
- In the Army Now – Status Quo
- 5150 – Van Halen
- Inside the Electric Circus – W.A.S.P.
- The Memphis Sessions – Ricky Nelson

## Hity
- domácí
  - Jiří Korn – Karel nese asi čaj
  - Balet – Hej pane diskžokej
  - Petra Janů – Už nejsem volná
  - Karel Gott a Marcela Holanová – Čau lásko

- zahraniční
  - Bangles – Manic Monday
  - David Bowie – Absolute Beginners
  - James Brown – Living In America
  - Cameo – Word Up
  - Genesis – Invisible Touch
  - Ben E. King – Stand By Me
  - Run-D.M.C.ft. Aerosmith – Walk This Way
  - Communards – Don't Leave Me This Way
  - Desireless – Voyage, Voyage
  - Double – Captain Of Her Heart
  - Europe – The Final Countdown
  - Force MDs – Tender Love
  - LeVert – (Pop pop pop)Goes My Mind
  - Alexander O'neal & Cherell – Saturday Love
  - Peter Gabriel – Sledgehammer
  - Oran Juce Jones – The Rain
  - Tina Turner – Typical male
  - Prince – Kiss
  - The S.O.S. Band – Finest
  - Status Quo – In The Army Now
  - Samantha Fox – Touch Me
  - Bangles – Walk like an Egyptian
  - Whitney Houston – How Will I Know
  - Mr. Mister – Kyrie
  - Survivor – Burning Heart
  - Falco – Rock Me Amadeus
  - Falco – Jeanny (Part 1)
  - Pet Shop Boys – West End Girls
  - Miami Sound Machine – Conga
  - Robert Palmer – I Didn't Mean To Turn You On,Addicted To Love
  - Steeleye Span – Back in Line, UK
  - Bananarama – Venus
  - Berlin – Take My Breath Away
  - Simply Red – Holding back the years
  - Dire Straits – Walk of Life
  - Madona – Papa Don'T Preach
  - Cyndi Lauper – True Colors
  - Stevie Nicks – Talk to me
  - Belinda Carlisle – Mad About you
  - Billy Ocean – When The Going Gets Tough
  - Mike & The Mechanics – All I Need Is A Miracle
  - Mike & The Mechanics – Silent Running
  - The Pretenders – Don't Get Me Wrong
  - Daryl Hall – Dreamtime
  - Miami Sound Machine – Bad Boy
  - Elton John – Nikita
  - Bruce Springsteen – My Hometown
  - Diana Ross & Bee Gees – Chain Reaction
  - The Housemartins – Caravan of Love
  - a-ha – The Sun Always Shines on TV
  - Wham! – Edge of Heaven
  - Queen – A Kind Of Magic
  - Kim Wilde – You Keep Me Hangin' On
  - Paul Simon – You Can Call Me Al
  - Bon Jovi – Living on a Prayer
  - Erasure – Sometimes
  - Cutting Crew – I Just Died In Your Arms
  - Eurythmics – Thorn In My Side
  - Duran Duran – Notorious
  - Bonnie Tyler – If You Were a Woman (And I Was a Man)

## Vážná hudba
- Falco – America